# 한국학

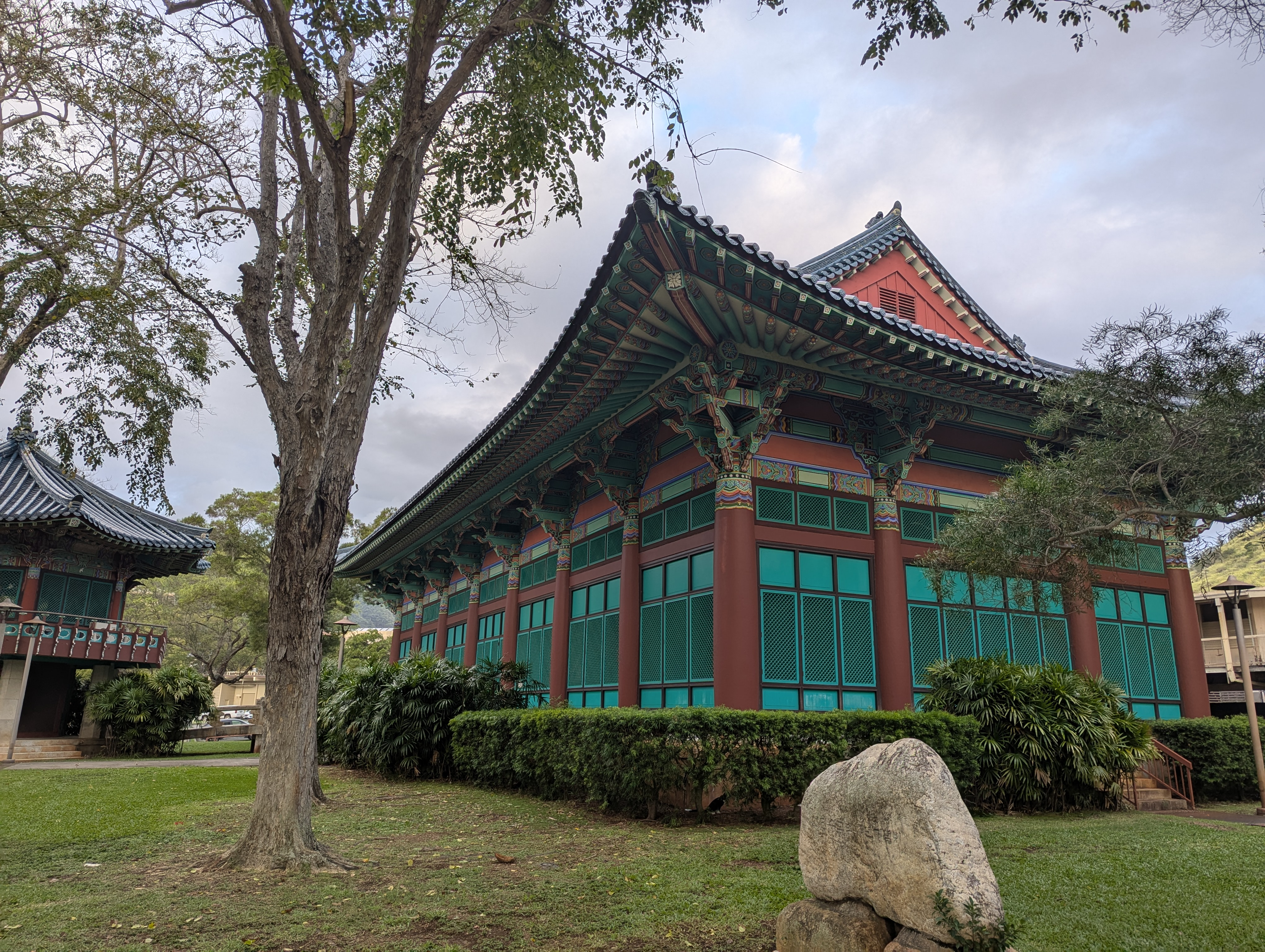
하와이 대학교의 한국연구센터

한국학(韓國學, 영어: Korean Studies, Koreanology)은 한국에 관한 다양한 면의 분야에서 한국 고유의 것을 연구 계발하는 학문으로, 언어, 역사, 지리, 정치, 경제, 사회, 문화 등 다양한 분야에 걸쳐 연구되고 있다. 이전에는 국학(國學)이라고도 하였으나 보수적·국수주의적이라는 의견 등으로 현재는 한국학으로 일반화되었다. 주로 역사·문화·사회·정치적인 접근 방법 등으로 연구하고 있다.
최근에는 한국학이 과거의 한국에 대한 연구 뿐만 아니라 현대의 한국 사회 문화에 대한 연구를 포함시켜 보다 범위가 넓어지고 있으며 국내외의 다양한 전공의 학제간 연구로서 각광을 받고 있다. 2020년 기준 107개국 1,411개 대학에 한국학 강좌가 개설되어 있다.

## 역사
한국학이라는 낱말은 1940년대, 8·15 광복 이후에 처음 사용되었으나 널리 알려지진 않았다. 그러나 한국전쟁이 끝나고 나서 활발한 연구를 시작했다.
1991년, 대한민국 정부는 한국학을 널리 보급하고자 한국국제교류재단을 세웠다. 한국학을 연구하는 학자들은 다양한 한국의 연구자들 외에도 일본, 미국 등 외국 학자가 연구하는 예도 많다. 세계에서 한국학을 개설한 대학이나 기관은 2005년 62개국 735개였으나, 2020년 107개국 1,411개국으로 성장하였다. 2012년 서강대학교 지식융합학부 국제한국학 전공과 국제한국학선도센터가 신설되었고 2015년에는 이화여자대학교 스크랜튼대학 국제학부내에 글로벌한국학 전공 생겨 한국내에도 학부 전공으로서 신설, 운영되고 있다. .

## 나라별 연구

### 아메리카
미국의 경우, 하와이주립대학에서는 1950년대에 이미 한국학 강좌가 개설되었으며 1972년 한국학 센터가 정식 인가되었다. 하와이대학 한국학 센터는 한국이 아닌 외국에서 가장 큰 규모의 한국학 센터로 알려져 있으며 경복궁의 근정전과 향원정을 본 딴 자체 독립 건물을 가지고 있다. 캘리포니아 대학교 로스앤젤레스(ULCA)에서는 1985년부터 한국학 관련 강좌가 개설되어 1993년에는 한국학 센터가 설립되었다. 현재는 40여개 강좌가 있으며 리처드루돌프 동아시아도서관에 부속된 한국학도서관이 있다. 2025년 기준, 아이비 리그(하버드·예일·컬럼비아·프린스턴·코넬·다트머스·브라운·펜실베이니아 대학교)의 모든 대학에 한국어·한국학 과정이 개설되어 있다.
- 2012년: 멕시코 나야리트주 자치 대학교 한국학과 개설 (중남미 최초)[3]

- 2013년: 상파울루 대학교 한국학과 개설 (브라질 최초)[4]
- 2017년: 스탠퍼드 대학교 동아시아학부 한국학 전공 개설[5]
- 2021년: 한국국제교류재단 주도로 5개 대학(캘리포니아 대학교 버클리, 노스웨스턴대, 아이오와대, 조지아공과대, 펜실베이니아대)에 한국학 교수직 신설[6]

### 일본
19세기 끝 무렵 일본은 한국과 만주, 중국에 대한 연구에 관심을 가지고 많은 노력을 하였다. 가나자와 쇼자부로(金沢庄三郎)의 《한일 고대지명의 연구》(1912년), 오구라 신페이(小倉進平)의 《조선어학사》(1920년), 《향가 및 이두의 연구》(1929년), 마에마 교사쿠(前間恭作)의 《용가고어전》(1924년), 고노 로쿠로(河野六郎)의 《조선방언학시고》(1945년) 등이 있다. 현재도 일본은 한국이 아닌 외국으로서 한국학을 가장 많이 연구하는 국가이다. 335개의 연구기관에서 한국학을 연구하는 것으로 알려져 있다.
대학원 학위 프로그램
- 동경대학교 대학원 인문사회계연구과 한국조선문화연구전공

### 유럽
영국에는 한국학 과정을 개설한 대학이 8곳이 있는데, 옥스퍼드 대학교, 셰필드 대학교, 요크세인트존 대학교, 센트럴랭커셔 대학교 등은 한국한 석·박사 과정을 운영하고 있다. 2021년 기준, 독일 내 한국학과 개설 대학은 3개이다.
- 1983년: 폴란드 바르샤바 대학교 한국학과 개설 (동구권 최초)[9]
- 1987년: 바르샤바 대학교 한국학 석사과정 개설[9]

- 2003년: 독일 베를린 자유 대학교 한국학과 개설

- 2008년: 외트뵈시 로란드 대학교 한국학과 개설 (헝가리 최초)
- 2011년: 말라가 대학교 한국학과 개설 (스페인 최초)[10]
- 2015년: 스페인 살라망카 대학교 한국학과 개설[10]
- 2021년: 영국 케임브리지 대학교 한국어·한국학 석·박사 과정 개설[7]
- 2024년: 헝가리 카롤리 가스파르 대학교 한국학과 개설

### 아프리카
- 2013년: 나이로비 대학교 한국학과 개설 (케냐 최초)[4]

## 같이 보기
- 라몬 파체코 파르도(en:Ramon Pacheco Pardo) - 벨기에 브뤼셀 자유 대학교 (네덜란드어)의 한국학 석좌

## 학위 프로그램
- 서강대학교 지식융합학부 국제한국학 전공
- 연세대학교 한국학연계전공 보관됨 2015-10-30 - 웨이백 머신
- 이화여자대학교 스크랜튼대학 국제학부 글로벌한국학 전공
- 한국외국어대학교 국제지역대학 한국학과

## 한국학연구소
- 한국학중앙연구원
- 한국국학진흥원
- 국민대학교 한국학연구소
- 서울대학교 규장각 한국학연구원
- 인하대학교 한국학연구소 보관됨 2015-08-10 - 웨이백 머신
- 고려대학교 한국학연구소 보관됨 2015-08-01 - 웨이백 머신
- 명지대학교 국제한국학연구소 보관됨 2016-03-05 - 웨이백 머신
- 고려대학교 민족문화연구원
- 이화여자대학교 한국문화연구원

## 참고링크
- 한국국제교류재단 - 세계 한국학 현황 지도